# Premio Paul Erdős
Il premio Paul Erdős è un premio assegnato dall'Accademia delle scienze ungherese a un matematico di non più di 40 anni. È stato creato da Paul Erdős.

## Vincitori
- 1976: István Juhász
- 1977: Gábor Halász
- 1978: Endre Szemerédi
- 1979: László Lovász
- 1980: Ferenc Schipp
- 1981: Zoltán Daróczy
- 1982: Gábor Tusnády
- 1983: András Sárközy
- 1984: László Babai
- 1985: Ferenc Móricz
- 1986: József Beck
- 1987: János Pintz
- 1988: Sándor Csörgő
- 1989: Miklós Laczkovich
- 1990: Imre Ruzsa
- 1991: Péter Komjáth
- 1992: Ágnes Szendrei
- 1993: Antal Balog
- 1994: Péter Pál Pálfy
- 1995: Bálint Tóth
- 1996: Imre Bárány
- 1997: László Pyber
- 1998: Tamás Szőnyi
- 1999: Lajos Soukup
- 2000: Lajos Molnár, Gábor Tardos
- 2001: Géza Makay
- 2002: Gyula Károlyi
- 2003: András Bíró
- 2004: Károly Böröczky Jr
- 2005: Ákos Pintér
- 2006: Mátyás Domokos
- 2007: Tibor Jordán
- 2008: Géza Tóth
- 2009: Márton Elekes
- 2010: Miklós Abért
- 2011: Katalin Gyarmati
- 2012: Balázs Márton
- 2013: Balázs Szegedy
- 2014: Gábor Pete
- 2015: Péter Varjú
- 2016: Attila Maróti
- 2017: Gábor Kun
- 2018: Endre Csóka